# Krueng Lingka (Langkahan)
Krueng Lingka is een bestuurslaag in het regentschap Aceh Utara van de provincie Atjeh, Indonesië. Krueng Lingka telt 1795 inwoners (volkstelling 2010).